# 徳田琴美
徳田 琴美（とくだ ことみ、1988年10月11日 - ）は、セント・フォース所属のフリーアナウンサー。

## 略歴
愛知県一宮市出身。立教大学社会学部を卒業後、2012年に山口放送入社。テレビ朝日アスク出身。
2019年3月31日付けで山口放送を退社。フリー転身と同時にTBSスパークル所属となり、同年4月から2023年3月までNHK BSニュースのキャスター、2023年4月からはTBS NEWS (CS放送)のキャスターを務めている。

## 人物
- 趣味は琴、テニス、スポーツ観戦。「努力に勝る天才は無し」をモットーにしている[3]。

- 大学在学中、2009年の一宮七夕まつりのミス七夕コンテストに出場し、ミス七夕に選ばれる[4]。また、日本テレビ系「恋のから騒ぎ」に出演している[5]。

- 同事務所に所属しているフリーアナウンサーの深澤朝香は山口放送時代の後輩にあたる[6]。

## 現在の担当番組
- TBS NEWS (CS放送) （2023年4月29日 - ） キャスター

## 過去の担当番組
テレビ
- 熱血テレビ（月 - 金、ニュースコーナー）
- KRYニュースライブ（月 - 金、キャスター）
- KRYニュース
- NHK BSニュース (NHK BS1、2019年4月9日 - 2023年3月） キャスター

その他
- 24時間テレビ 「愛は地球を救う」（KRYパーソナリティー、2014年 - 2018年）

ラジオ
- 徳田琴美の恋する☆オンガク（2013年11月 - 2019年3月、山口放送）
- NHKきょうのニュース （2021年10月4日 - 2022年2月、NHKラジオ第1放送） キャスター[7]